# Paul Kirchhoff
Paul Kirchhoff (Halle, Província de Westfàlia, 17 d'agost de 1900 – ciutat de Mèxic, 1972) va ser un antropòleg germano - mexicà, més conegut pel seu treball seminal en la definició i elaboració de l'àrea cultural de Mesoamèrica, un terme que ell encunyà.
Paul Kirchhoff va néixer a la localitat alemanya de Hörste, a la regió de Westfàlia. Va començar els seus estudis en teologia protestant i religió comparada a la Universitat de Berlín, traslladant-se posteriorment a la Universitat Albert Ludwigs de Friburg. A mitjans de la dècada de 1920 va dur a terme més estudis a la Universitat de Leipzig d'etnologia i psicologia, on va desenvolupar per primera vegada el seu interès permanent pels cultures indígenes d'Amèrica. completant els seus estudis el 1927.
A Mèxic fou cofundador de l'Escuela Nacional de Antropología e Historia el 1938, i va ocupar un lloc de recerca a la Universitat Nacional Autònoma de Mèxic.
Kirchhoff va ser fonamental en la definició del concepte de Mesoamèrica, una regió cultural que comparteix una sèrie de característiques comunes a la major part de la història precolombina, geogràficament definida com a Mèxic central i del sud i el nord d'Amèrica Central.
També, Kirchhoff fou comunista d'esquerres i milità en el Grupo de Trabajadores a Mèxic. Kirchoff havia estat membre del Partit Comunista Obrer d'Alemanya (KAPD) i després trotskista als Estats Units. El petit grup que va liderar sembla haver desaparegut en l'esclat de la Segona Guerra Mundial el 1939.
Va morir a Ciutat de Mèxic el 1972.